# Việt vương Bất Thọ
Việt vương Bất Thọ (chữ Hán: 越王不壽, ?-448 TCN), tên thật là Lạc Bất Thọ (雒不壽), là vị vua thứ 37 của nước Việt, chư hầu nhà Chu trong lịch sử Trung Quốc.
Tự Bất Thọ là con của Việt vương Lộc Dĩnh, vua thứ 36 của nước Việt. Năm 458 TCN, Lộc Dĩnh qua đời, Bất Thọ lên nối ngôi.
Sử ký không ghi rõ những hành trạng của ông trong thời gian ở ngôi cũng như những sự kiện xảy ra tại nước Việt dưới thời Bất Thọ.
Năm 448 TCN, Việt vương Bất Thọ bị con là thái tử Chu Câu giết để đoạt ngôi. Chu Câu lên làm vua, tức Việt vương Chu Câu.